# Filonis
En la mitología griega, Filonis o Filónide (en griego Φιλωνίς, Philonís) es una princesa focia, hija de Deyoneo y por lo tanto pertenecía a la estirpe de los Eólidas. No se conoce el nombre de la madre, pero esta pudiera ser Diomede, la esposa Deyoneo. Se dice que fue la única mujer en la mitología clásica en gozar del amor de dos dioses al mismo tiempo:
«La divina Filonis, que dio luz a Autólico y a Filamón, famoso por su voz, a éste domeñada por Apolo que hiere de lejos, aquél, a Autólico, tras mezclarse en amorosa amistad con Hermaón, le dio a luz para el cilenio matador de Argos».
Higino menciona el nombre de Filónide varias veces. Primero dice que Ceix era hijo de Héspero o Lucífero y de Filónide. y después que «se dice que Apolo y Mercurio se acostaron en una misma noche con Quíone o, como otros poetas afirman, con Filónide, hija de Dedalión». Conón nos dice que Filonis era hija de Heósforo y Cleobea, y nació en Tórico. Sabemos, por el calendario de Tórico, que Filonis recibía una mesa de ofrendas en el mes de Muniquión.